# RN6 (Benin)
Die RN6 ist eine Fernstraße in Benin, die in Djougou beginnt und in Nikki endet. Sie ist 182 Kilometer lang.
Die Fernstraße beginnt in Djougou an der Ausfahrt der RNIE3. In N'Dali kreuzt die RN6 mit der RNIE2. In Niki endet die Fernstraße an der Zufahrt zur RNIE6. 